# 阿沃雷济尼亚
阿沃雷济尼亚是巴西南大河州的一个市镇。总面积271.643平方公里，总人口10210人，人口密度37.6人/平方公里。